# Eutolmus znoikoi
Eutolmus znoikoi là một loài ruồi trong họ Asilidae. Eutolmus znoikoi được Richter miêu tả năm 1963. Loài này phân bố ở vùng Cổ Bắc giới.